# Jørn C. Nielsen
Jørn C. Nielsen (født 9. november 1956 på Frederiksberg) er en dansk lektor og fhv. bankmand, fhv. ordførende formand for TV 2-regionerne og bestyrelsesformand for TV2 Øst. Han er formand for Folkeoplysningsudvalget i Slagelse Kommune (2010-?). Han flyttede til Slagelse i 1972.

## Erhvervskarriere
Som 16-årig fik Jørn C. Nielsen studiejob i Banken for Slagelse & Omegn (i dag Danske Bank) i 1973 og blev herefter bankelev. Det første lederjob som 26-årig bankbestyrer i Sjællandske Bank (Danske Bank) i Ringsted i 1983. Herefter kom en række chefposter som bl.a. prokurist, kontorchef, filialdirektør, afdelingsdirektør i : Danske Bank (1983-86), Nordea (Unibank 1986-1999) og Jyske Bank frem til 2009. Sideløbende underviste han fra 1984 på bl.a. Slagelse Handelsskole, Niels Brock og Copenhagen Business Academy.
Siden 2009 har han fungeret som underviser og lektor på Erhvervsakademi Sjælland (Zealand i dag).
I 2010 blev han formand for Sygeforsikringen "danmark"s lokalafdeling - Region Sjælland (325.000 medlemmer) og samtidig bestyrelsesmedlem i Sygeforsikringen "danmark".
I 2015 blev han medlem af bestyrelsen og bestyrelsesformand for TV2 Øst  i Vordingborg og var ordførende formand for TV 2-regionerne (2019-20). I 2022 blev han valgt som formand for repræsentantskabet for TV2 Øst.

## Sportskarriere
Jørn C. Nielsen har spillet badminton i Køge Badminton Klub og Slagelse Badminton Klub på divisionsniveau, og debuterede i 1973 hos Slagelse Badminton Klub på 1. holdet, som 16-årig.
Han har dyrket og spillet fodbold i Slagelse Boldklub & Idrætsforening, som junior (U17) og ynglinge (U19) samt på talentholdet og deltog i pokalfinalen i 1973 (U19) for Slagelse Boldklub & Idrætsforening mod Brøndby IF på Brøndby Stadion. menisk- og korsbåndsskader stoppede fodboldkarrieren.

## Tillidsposter
- Bestyrelsesformand for Danske Idrætsråd & Samvirker (DIS) - (2022-?) [4]
- Medlem af Folkeoplysningsudvalget fra 2010 i Slagelse kommune, og (formand siden 2014 -?). [5]
- Bestyrelsesformand for Sports Team Slagelse (STS) (fra 2013-?)
- Bestyrelsesformand for Slagelse Idræts Råd (SIR) (siden 2010-?)
- Bestyrelsesformand for Slagelse Badminton Klub (flere perioder).
- Bestyrelsesformand for Foreningen Af Filialchefer i Andelsbanken (FAFA) - (1988-90).

## Hæder/priser
- 2022 Danmarks Idrætsforbund’s Ærestegn - Danmarks Idrætsforbund (hædersbevisning) [6]
- 2020 Årets Forskningspris - Danske Erhvervsakademier (vinder) [7] [8]
- 2003 Årets Idrætspersonlighed i Syd- og Vestsjælland - Næstved Tidende & Sjællands Tidende (nomineret)
- 2000 Årets initiativpris - Slagelse Kommune (vinder)